# Храм Святого Онуфрия Великого (Анапа)
Храм Свято́го Ону́фрия Вели́кого (Свя́то-Ону́фриевский храм) — приходской храм Анапского благочиния Новороссийской епархии Русской православной церкви в городе Анапе Краснодарского края. Является старейшим православным храмом Анапы.
Расположен по адресу: Соборная улица, дом 7.

## История
12 июня 1828 года крепость Анапа была захвачена русскими войсками в ходе Русско-турецкой войны (1828—1829), и уже в 1829 году, в помещении бывшей анапской мечети, устраивается временная церковь. Вскоре, в 1830 году, император Николай I повелевает возвести храм в Анапе. Его строительство завершается к 1837 году; храм освящается в честь Онуфрия Великого и Петра Афонского — святых, в день церковной памяти которых (12 июня) русские войска в 1828 году заняли Анапу. 23 сентября 1837 года посетивший Анапу Николай I присутствовал на молебне в Свято-Онуфриевском храме.
В 1855 году, во время Крымской войны, здание храма, как и большинство зданий Анапы, было полностью разрушено; Анапа была захвачена турецкими войсками. В следующем году русские войска вновь (и окончательно) овладели Анапой, и в одном из зданий Адагумского полка был устроен молитвенный дом (просуществовал до 1876 года). В 1871 году началось строительство нового каменного храма, который был освящен 12 июня 1874 года. Средства на его сооружение были собраны по  подписке.
В 1930-е годы Свято-Онуфриевская церковь была разорена большевиками, в 1936 году её здание было передано под краеведческий музей. Во время немецкой оккупации богослужения в храме были возобновлены. В 1964 году храм закрывается властями, демонтируются купола и колокольня, здание передается Дому пионеров и школьников. Прихожане, организовав сбор средств, приобретают жилой дом на Гребенской улице в Анапе, в котором устраивается церковь, освященная во имя Онуфрия Великого.
В 1991 году храм передан православной общине; 1 декабря того же года вновь освящён; возобновляются богослужения. Храм на улице Гребенской переосвящается в честь преподобного Серафима Саровского. К концу 1990-х годов завершено восстановление и благоустройство Свято-Онуфриевского храма. 

### Хронологическая таблица
| 12 июня 1828 г.   | В ходе русско-турецкой войны 1828—1829 гг. крепость Анапа захвачена русским десантным отрядом князя А. С. Меншикова. День церковной памяти святых Онуфрия Великого и Петра Афонского. |
| 7 декабря 1828 г. | По «Отношению» Командующего войсками на Кавказской линии и в Черномории генерала от кавалерии Г. А. Эммануэля (от 31 октября 1828 г.) обер-священник армии и флота Г. И. Мансветов командирует в Анапскую крепость из Фанагорийской крепости священника Симеона Соколовского. |
| 1829 г.           | Священник Симеон Соколовский оказывает «ревностнейшую деятельность в устроении церкви…; по старанию его устроено для отправления службы небольшое отделение в турецкой мечети, в оном сделан Иконостас и Алтарь…, сооружены престол и жертвенник». |
| 3 октября 1830 г. | «Государь император по представлению Главнокомандующего Отдельным Кавказским корпусом генерал-фельдмаршала графа Паскевича Эриванского Высочайше повелеть соизволил: на устройство в крепости Анапе Греко-российской церкви с иконостасом и прочим отпустить из Государственного казначейства 25 тыс. рублей ассигнациями, и церковь именовать именем того святого, в чей праздник крепость Анапа сдалась нашим войскам». |
| 8 октября 1830 г. | Указ Святейшего Правительствующего Синода за № 8247 об устроении в крепости Анапе, согласно Высочайшему повелению, Греко-российской церкви, и «церковь именовать именем того святого, в чей праздник крепость Анапа сдалась нашим войскам». |
| 15 ноября 1830 г. | Обер-священник Г. И. Мансветов «по представлению священника Соколовского и по желанию находящихся там христиан испросил у Его Высокопреосвященства Синодального Члена Серафима Митрополита Новгородского и Санкт-Петербургского священный Антиминс для устроенной в отделении мечети Церкви… и оный Св. Антиминс 15 ноября 1830 года препроводил к священнику Соколовскому, дозволил ему устроенную в отделении мечети Церковь по чиноположению освятить во имя Святого Онуфрия Великого и Петра Афонского с тем, чтобы по устроению Главной Церкви Священный Антиминс, престол и вся церковная утварь перенесены были в оную». |
| 26 января 1831 г. | «Ныне Государю императору благоугодно было изъявить Высочайшее соизволение: дабы в сию церковь выбран был, по важности пункта, отличный священник с назначением ему жалования и содержания». |
| начало 1831 г.    | Обер-священник Г. И. Мансветов, «приняв во уважение… деятельность священника Соколовского…, и отличную о нём рекомендацию Анапского военного начальства», делает Синоду «представление об утверждении его, Соколовского, в новоустраивающуюся в Анапе церковь штатным священником». |
| 18 июля 1831 г.   | Указ «О назначении Соколовского и ещё двух штатных причетников с жалованием по 180 рублей в год каждому и с отпуском им провианта по примеру нижних воинских чинов в новоустроенную крепость в Анапе». |

## Священники Свято-Онуфриевского храма

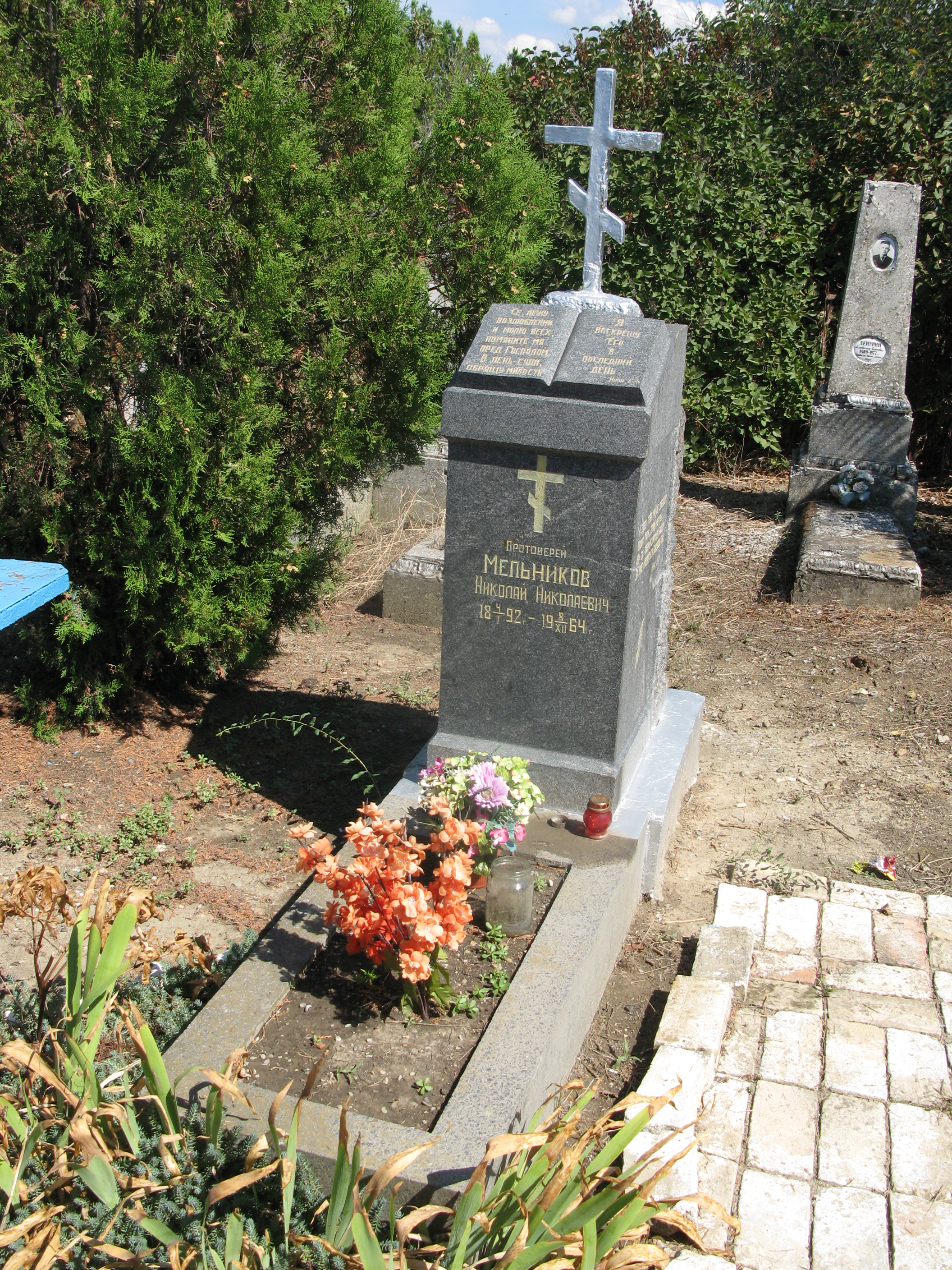
Могила протоиерея Николая Мельникова, настоятеля храма св. Онуфрия Великого в Анапе (1959—1963). Анапа, Старое кладбище

### До закрытия храма в 1964 г.
- Симеон Соколовский (1828—?)
- Константин Дружинин (1862—1869)
- Иосиф Пономаренко (1869—1873)
- Феодор Филиппов (1873—1906)
- Александр Новицкий (1880—1884)
- Иоанн Крылов (1887—1891)
- Авраамий Триандофилов (1892)
- Павел Ефграфович Базилевский (1893—1905)
- Николай Львович Преображенский (1902—1918)
- Евгений Трунцев (1905)
- Иосиф Берзенов (1910—1911)
- Иоанн Кохановский (1912—1917)
- Николай (фамилия неизвестна) (1943—?)
- протоиерей Петр Генница (1951—?)
- протоиерей Виктор Масальский (до 1959)
- протоиерей Иаков Христофоров (до 1959)
- протоиерей Николай Мельников (1959—1963)
- протоиерей Анатолий Почтовой (1963—1964)

### Священники храма на Гребенской улице (до 1991)
- протоиерей Валентин Строков (1964—1987)
- протоиерей Владимир Сазонов (1987—1989)
- протоиерей Виктор Полянкин (1989—1991)

### Священники вновь открытого храма
В 1991 года настоятелем вновь открытого храма стал протоиерей Виктор Полянкин, благочинный Анапского округа. С 1996 года штатным священником назначен протоиерей Геннадий Ключников.

## Галерея

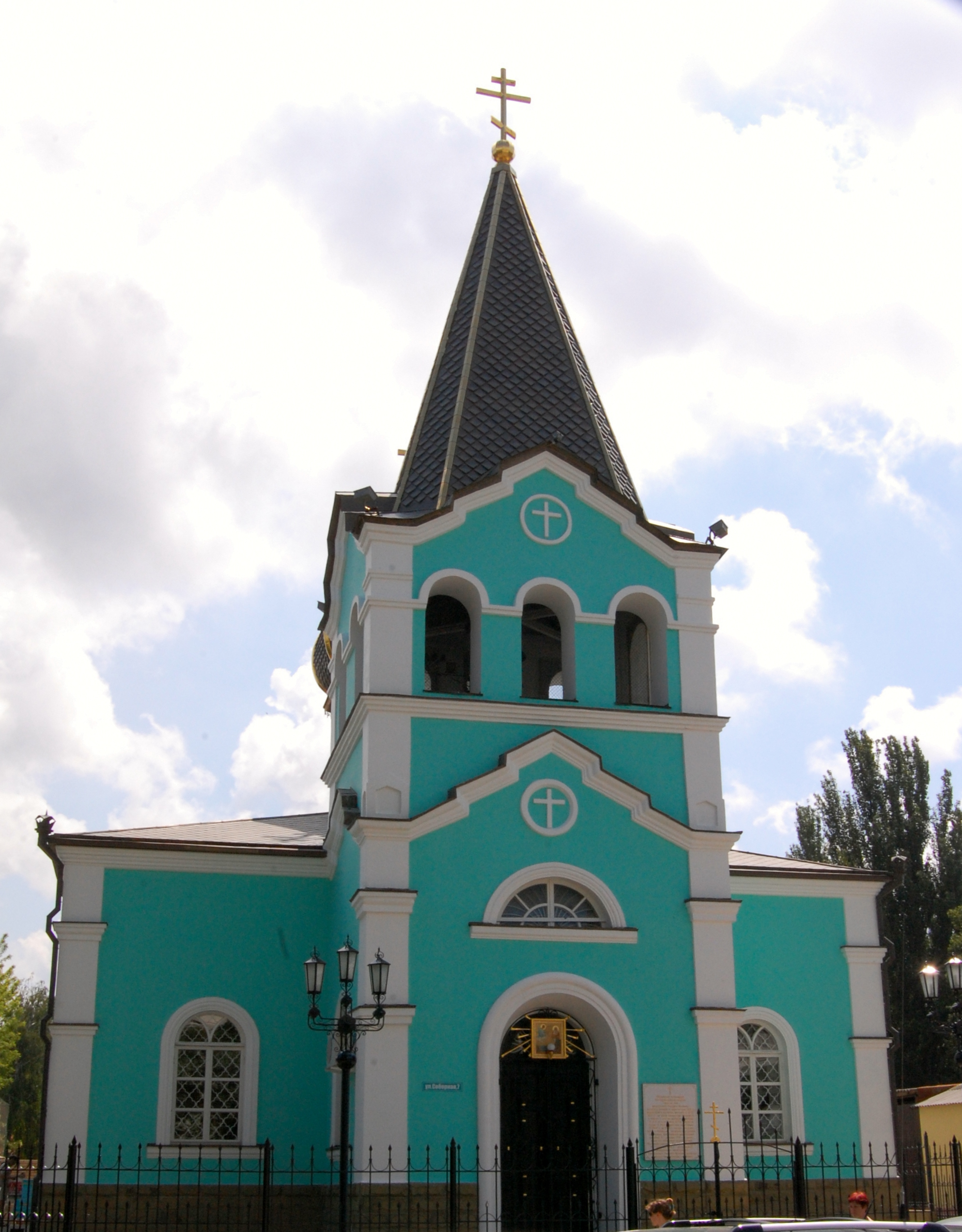
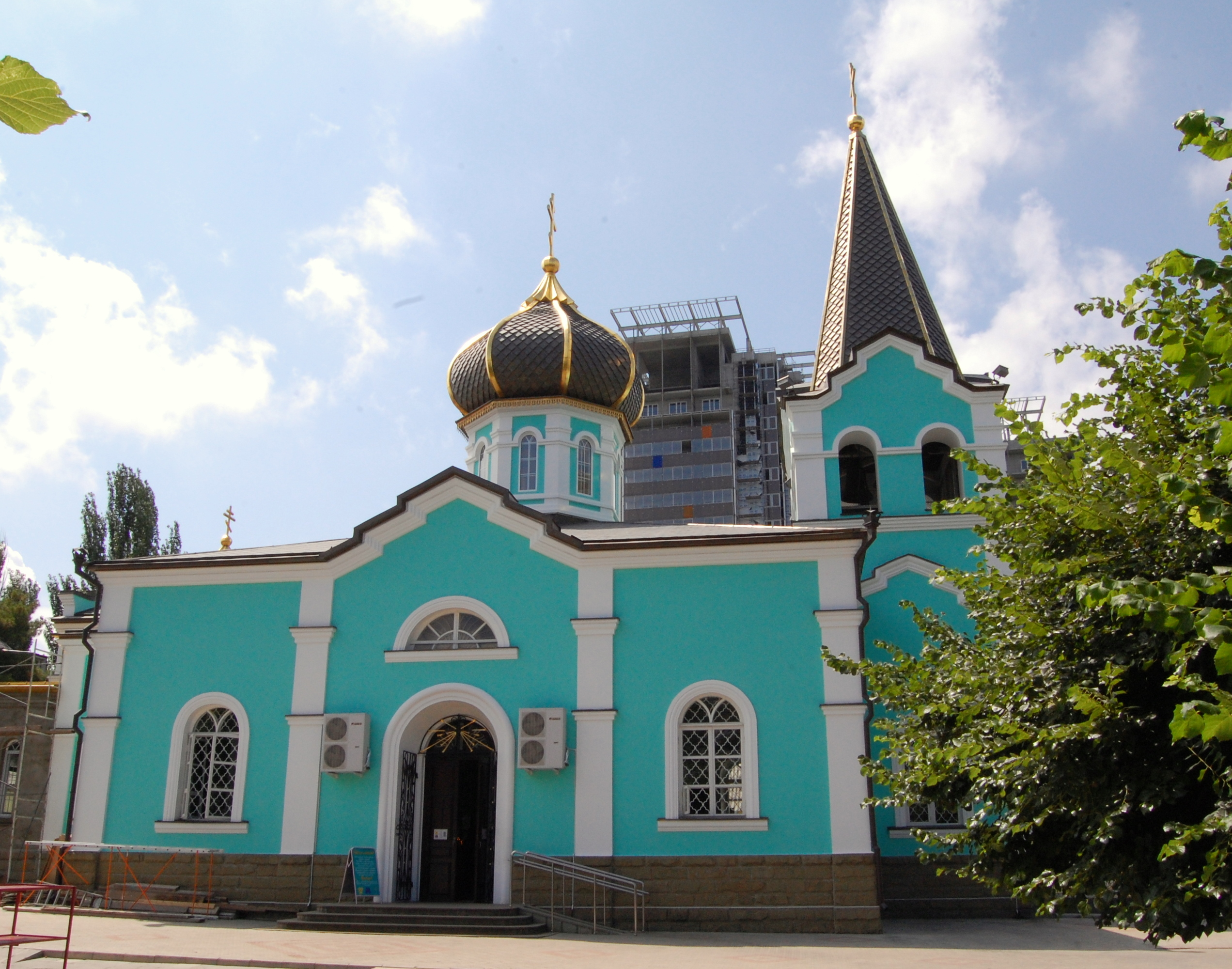
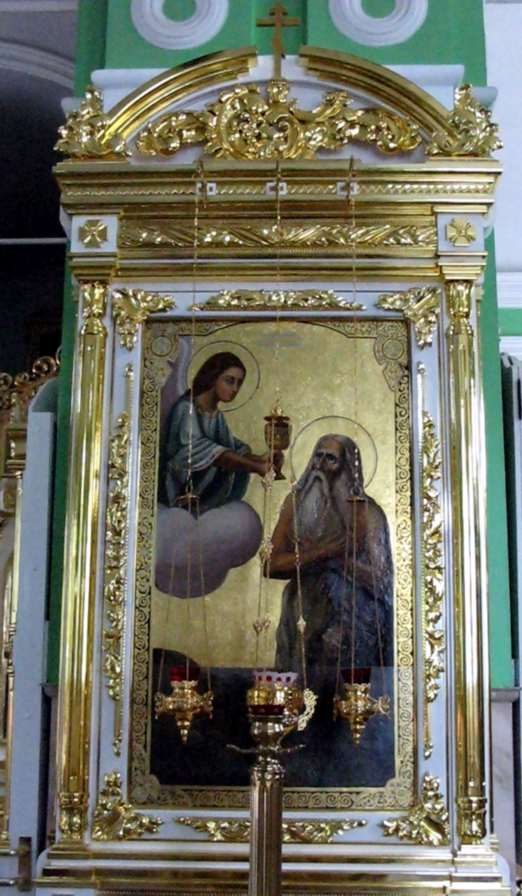
Храмовая икона Св. Онуфрия Великого
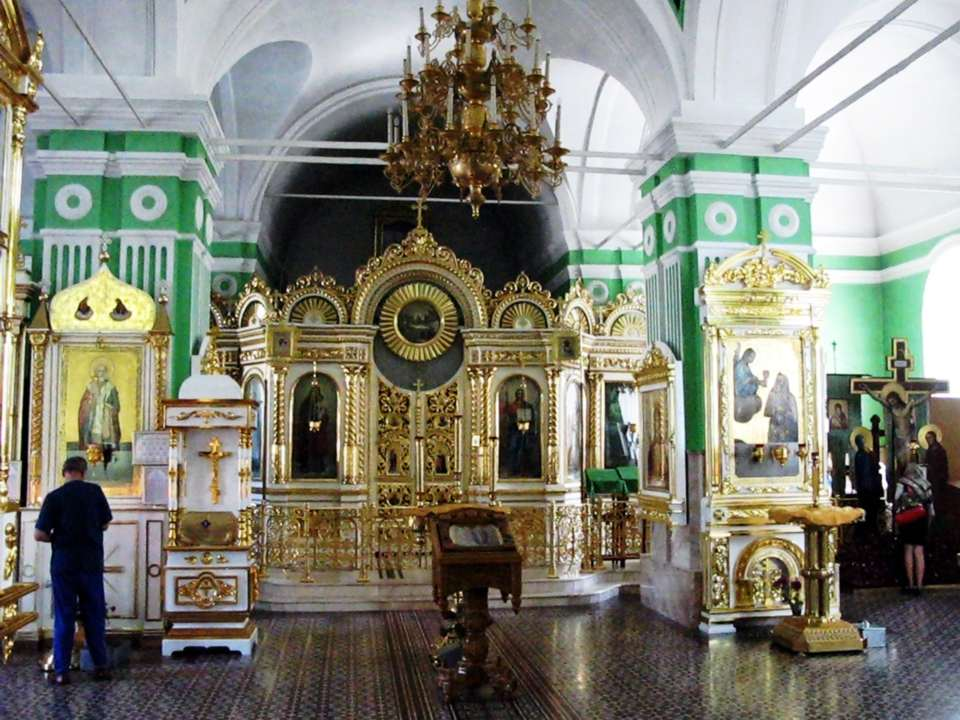
Внутри храма Св. Онуфрия Великого (Анапа)